# Hayley Sage
Hayley Dawn Sage (* 1. August 1986 in Welwyn Garden City) ist eine britische Wasserspringerin. Sie startet im Kunstspringen vom 1-m- und 3-m-Brett sowie im 3-m-Synchronspringen.
Sage kam mit zehn Jahren über das Turnen zum Wasserspringen. Mit 14 Jahren wurde sie ins britische Nationalteam aufgenommen, sie sprang bei der Junioren-Europameisterschaft 2000 ihre erste internationale Meisterschaft. Seit dem Jahr 2005 bildet sie mit Tandi Gerrard ein Synchronduo, im gleichen Jahr bestritt sie schließlich auch ihre erste internationale Meisterschaft. Bei der Weltmeisterschaft in Montreal belegte das Duo im 3-m-Synchronspringen Rang neun, im Einzel vom 1-m-Brett schied Sage im Vorkampf aus. Bei den Commonwealth Games 2006 in Melbourne gewann Sage im 3-m-Synchronspringen mit Gerrard die Bronzemedaille und damit ihre einzige Medaille. Auch bei der nächsten Weltmeisterschaft, abermals in Melbourne, trat das Duo gemeinsam an und erreichte Rang acht. Sie qualifizierten sich für die Olympischen Spiele 2008 in Peking, wo sie erneut Rang acht errangen.
Zwischen 2000 und 2008 startete Sage für den Verein City of Sheffield Diving Club. Sie trainierte unter ihrem Trainer Chen Wen am dortigen Leistungszentrum. Nach den Olympischen Spielen in Peking und dem Rücktritt von ihrer Synchronpartnerin und ihrem Trainer nahm sich Sage zunächst eine Auszeit vom Wasserspringen. Zu den Olympischen Spielen 2012 in London möchte Sage jedoch wieder ins britische Nationalteam zurückkehren.
Sage gewann mit Gerrard zwei Titel bei Britischen Meisterschaften.